# Teka (Radsportteam)

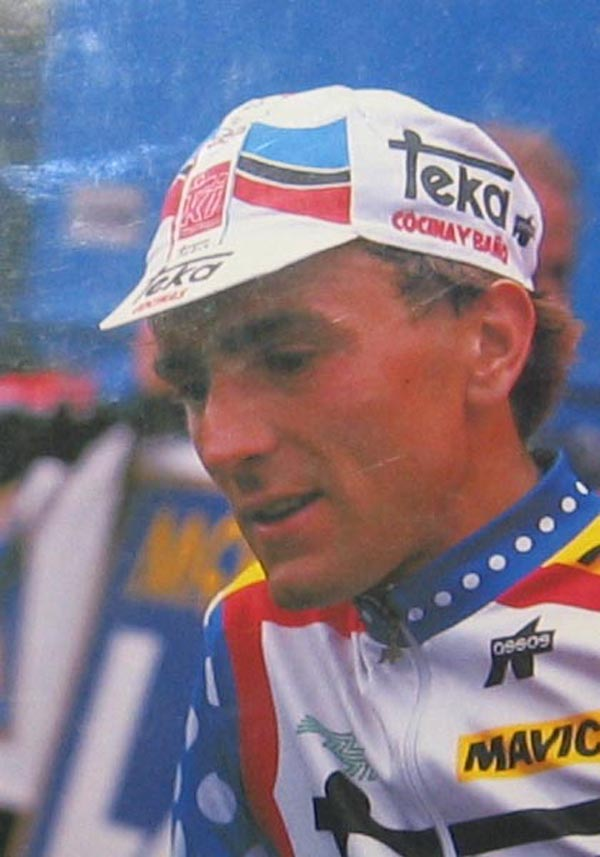
Malcolm Elliott (1989)

Teka war ein spanisches Radsportteam, das von 1976 bis 1990 bestand.

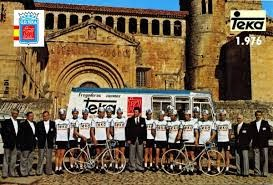
Teka-Team 1976

Der Hauptsponsor über den gesamten Zeitraum war TEKA, ein Anbieter von  Produkten für Küche und Bad. Der größte Erfolg des Teams war der Gesamtsieg der Vuelta a España 1982 durch Marino Lejarreta.
Teammanager waren Julio San Emeterio, Domingo Perurena und José Antonio González Linares.

## Erfolge (Auswahl)
1976
- Gesamtwertung und Prolog Valencia-Rundfahrt
- eine Etappe Vuelta a España
- eine Etappe Giro d’Italia

1977
- eine Etappe Andalusien-Rundfahrt
- eine Etappe Setmana Catalana de Ciclisme
- drei Etappen Baskenland-Rundfahrt
- zwei Etappen Vuelta a España
- eine Etappe Giro d’Italia
- drei Etappen Asturien-Rundfahrt
- zwei Etappen Vuelta a los Valles Mineros
- Spanischer Meister – Straßenrennen
- eine Etappe Tour de France
- eine Etappe Vuelta a Cantabria
- eine Etappe Escalada a Montjuïc

1978
- Gran Premio de Valencia
- Costa del Azahar
- GP Navarra
- eine Etappe Setmana Catalana de Ciclisme
- drei Etappen Vuelta a Cantabria
- eine Etappe Vuelta a España
- eine Etappe Critérium du Dauphiné Libéré
- eine Etappe Aragon-Rundfahrt
- zwei Etappen Vuelta a los Valles Mineros
- drei Etappen Asturien-Rundfahrt
- eine Etappe Tour de France
- Prueba Villafranca de Ordizia
- Trofeo Masferrer
- eine Etappe Katalonien-Rundfahrt

1979
- eine Etappe Mittelmeer-Rundfahrt
- GP de Valencia
- fünf Etappen Valencia-Rundfahrt
- zwei Etappen Costa del Azahar
- eine Etappe Paris-Nizza
- zwei Etappen Vuelta a España
- eine Etappe Vuelta a los Valles Mineros
- eine Etappe Deutschland-Rundfahrt
- Trofeo Masferrer

1980
- eine Etappe Vuelta a Mallorca
- zwei Etappen Andalusien-Rundfahrt
- eine Etappe Mittelmeer-Rundfahrt
- Gesamtwertung und vier Etappen Valencia-Rundfahrt
- eine Etappe Tour de Corse
- zwei Etappen Paris-Nizza
- drei Etappen Baskenland-Rundfahrt
- fünf Etappen Vuelta a España
- eine Etappe Grand Prix Midi Libre
- zwei Etappen Vuelta a los Valles Mineros
- Prueba Villafranca de Ordizia
- Polynormande
- Gesamtwertung und eine Etappe Escalada a Montjuïc

1981
- Trofeo Luis Puig
- zwei Etappen Costa del Azahar
- GP Navarra
- Clásica San Sebastián
- Subida al Naranco

1982
- Trofeo Luis Puig
- eine Etappe Mittelmeer-Rundfahrt
- Gesamtwertung und zwei Etappen Vuelta a España
- Gesamtwertung und eine Etappe Katalonien-Rundfahrt
- Gesamtwertung und eine Etappe Escalada a Montjuïc

1983
- zwei Etappen Andalusien-Rundfahrt
- Trofeo Luis Puig
- Gesamtwertung Valencia-Rundfahrt
- zwei Etappen Costa del Azahar
- eine Etappe Vuelta a España
- zwei Etappen Katalonien-Rundfahrt

1984
- Trofeo Luis Puig
- eine Etappe Valencia-Rundfahrt
- Ronde van Limburg
- eine Etappe Paris-Nizza
- fünf Etappen Vuelta a España
- eine Etappe Ruota d’Oro
- drei Etappen Katalonien-Rundfahrt
- zwei Etappen Vuelta a La Rioja

1985
- Trofeo Luis Puig
- Gesamtwertung und fünf Etappen Andalusien-Rundfahrt
- eine Etappe Murcia-Rundfahrt
- Gesamtwertung und drei Etappen Vuelta a Castilla y León
- Klasika Primavera de Amorebieta
- zwei Etappen Vuelta a España
- Trofeo Masferrer
- eine Etappe Katalonien-Rundfahrt
- drei Etappen Vuelta a La Rioja

1986
- zwei Etappen Andalusien-Rundfahrt
- eine Etappe Murcia-Rundfahrt
- eine Etappe Paris-Nizza
- Gesamtwertung vier Etappen Vuelta a Castilla y León
- Klasika Primavera de Amorebieta
- drei Etappen Vuelta a España
- zwei Etappen Tour de France
- eine Etappe Katalonien-Rundfahrt
- eine Etappe Vuelta a La Rioja

1987
- drei Etappen Andalusien-Rundfahrt
- drei Etappen Murcia-Rundfahrt
- eine Etappe Setmana Catalana de Ciclisme
- zwei Etappen Vuelta a Castilla y León
- eine Etappe Baskenland-Rundfahrt
- drei Etappen Vuelta a España
- eine Etappe Vuelta a Castilla y León
- drei Etappen Tour de France
- eine Etappe Katalonien-Rundfahrt
- Gesamtwertung und zwei Etappen Vuelta a La Rioja
- Gesamtwertung und eine Etappe Vuelta a Castilla y León

- Subida al Naranco

1988
- eine Etappe Andalusien-Rundfahrt
- Gesamtwertung und eine Etappe Murcia-Rundfahrt
- Gesamtwertung und eine Etappe Vuelta a Castilla y León
- eine Etappe Grande Prémio Internacional de Torres Vedras
- zwei Etappen Katalonien-Rundfahrt
- eine Etappe Vuelta a La Rioja

- Subida al Naranco

1989
- Gesamtwertung Murcia-Rundfahrt
- Gran Premio Miguel Induráin
- vier Etappen Vuelta a España
- drei Etappen Grande Prémio Internacional de Torres Vedras
- zwei Etappen Katalonien-Rundfahrt
- Subida al Naranco
- Gesamtwertung Vuelta a La Rioja

1990
- eine Etappe Vuelta a España
- Gesamtwertung und eine Etappe Aragon-Rundfahrt
- Gesamtwertung und drei Etappen Vuelta a Cantabria
- zwei Etappen Grande Prémio Internacional de Torres Vedras
- Trofeo Masferrer
- zwei Etappen Katalonien-Rundfahrt

## Bekannte ehemalige Fahrer
| - Miguel María Lasa (1977–1978) - Klaus-Peter Thaler (1977–1980) - Domingo Perurena (1979) - José Pesarrodona (1979) - Bernard Thévenet (1980) - Marino Lejarreta (1980–1982) - Alberto Fernández Blanco (1980–1982) | - Federico Echave (1981–1986) - Jesús Blanco Villar (1982–1988) - Alfonso Gutiérrez (1983–1989) - Reimund Dietzen (1983–1990) - Peter Hilse (1985–1990) - Malcolm Elliott (1989–1990) - Régis Clère (1987–1989) | - Noël Dejonckheere (1979–1981) - Eduardo Chozas (1986–1987) - Marino Alonso (1986–1989) - Agustín Tamames (1975–1976) - Jürgen Kraft (1978–1979) - Joaquim Agostinho (1976–1977) - Rolf Haller (1980) |